# Adam Slavata
Adam Slavata z Chlumu (1546 – 27. únor nebo 29. březen 1616, Kutná Hora) byl český šlechtic z rodu Slavatů, člen jednoty bratrské a otec Viléma Slavaty.

## Život

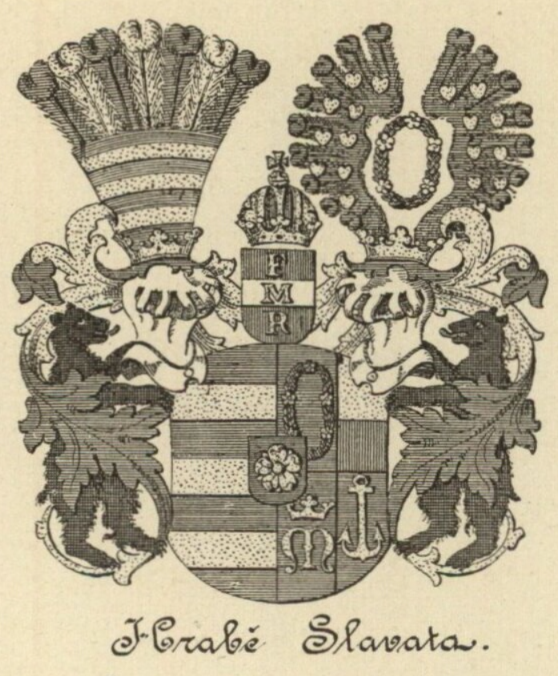
Erb Slavatů z Chlumu a Košumberka

Adam Slavata se narodil roku 1546 jako jedno z mnoha dětí Diviše Viléma Slavaty z Chlumu a Košumberka a jeho manželky Elišky z Hradce (dcera Adama I. z Hradce). Po smrti Diviše Slavaty roku 1575 si Adam s bratry Jindřichem, Albrechtem a Zachariášem dědictví po otci rozdělili, přičemž Adam získal Čestin Kostel (nynější Čestín nedaleko Zbraslavic) a Chlum.
Adam si za své sídlo zvolil čestínskou tvrz, kterou nechal v letech 1580–1585 na renesanční zámek. Roku 1585 jej již v dokončeném zámku navštívil Vilém z Rožmberka. Adam býval radou komorního a dvorského soudu, královským radou a v letech 1594–1601 hejtmanem německých lén.
Adam Slavata vedl nákladný život a kvůli dluhům byl nucen svůj majetek zastavovat a rozprodávat. Roku 1578 prodal vesnice u Ledče, roku 1579 svůj majetek v Dědicích, dále Cerhenky, roku 1588 vesnice u Chlumu a roku 1601 nadobro prodal i samotný Čestín se dvorem, příslušenstvím a osmi vesnicemi Karlu Mazancovi z Frymburka. Roku 1603 prodal vesnice u Zruče, roku 1608 pak byl z nouze nucen zastavit i své stříbrné věci. Zůstal mu jen skromný statek Rašovice.
Zemřel chudý v Kutné Hoře ve věku 74 let a byl pohřben v kutnohorském chrámu svaté Barbory v kapli za velkým oltářem. Promluvení při pohřbu Adama Slavaty sloužil a poté i vydal bratrský kněz a humanistický spisovatel Jan Thadeus Meziříčský.
| „                            | [1616] Ve velikém nově vystaveném domě na Trávníku za kouřimskou bránou zemřel urozený pan Adama Slavata, pán letilý, věku svého 74 let. Když prodal svůj statek Čestín Kostel, na Horách Kutných obýval. Zanechal po sobě ve vdovství paní Sibylu, rozenou hraběnku z Mansfeldu. Pán do nemalých dluhů vešel a do smrti v nich zůstával, skrze což věřitelové byli přivedeni do nemalých škod. Zemřel v sobotu po památce svatého Matěje v nešporní hodinu, 27. února, léta 1616 v postě, rozžehnav se s panem Vilémem, svým synem, na ten čas prezidentem české komory. Tělo jeho bylo otevřeno a zbalsamováno. 21. března tělu pana Adama Slavaty byl učiněn na Horách Kutných pohřeb v přítomnosti pánů synů. Byl pohřben v chrámě barborském, v kapli za velkým oltářem, kde si zvolil místo. Pohřeb byl vykonán způsobem religionu evangelického, jehož se pan Adam stále držel, ačkoliv jeho dva synové, pan Vilém, nejstarší, a pan Jáchym k papeženeckému přistoupili. | “ |
| — Mikuláš Daczický z Heslowa | |   |

## Potomci
Adam Slavata byl dvakrát ženatý. Poprvé se oženil 5. února 1570 s Dorotou z Kurcpachu, podruhé roku 1587 s hraběnkou Sibyllou z Mansfeldu.
1. manželka Dorota z Kurcpachu († 1586):
- Michal († 1636) ∞ Anna Šliková
- Jáchym († 1630) ∞
  - 1/ Marie z Valdštejna († před 1623)
  - 2/ Anna Zuzana z Rappachu
- Diviš
- Vilém (1572–1652) ∞ 1602 Lucie Otýlie z Hradce (1582–1633)
- Alžběta "Eliška" (1573–1605) ∞ 1591 Jan Jetřich ze Žerotína (1555–1599)

2. manželka Sibylla z Mansfeldu (1560–1629):
- Adam Gotthelf (1594–1640) ∞ Christine Jacoba von Pötting-Persing[2]